# Harvest Moon (álbum)
Harvest Moon é um álbum de estúdio de Neil Young, lançado em 1992. Este álbum está na lista dos 200 álbuns definitivos no Rock and Roll Hall of Fame.